# 1974 a filmművészetben

## Események
- augusztus 7. – Peter Wolf zenész, a J. Geils Band tagja feleségül veszi Faye Dunaway színésznőt.
- Robert Redford három filmje a Top Ten Észak-Amerikai box office listájára kerül, az első színész Bing Crosby ugyanezt 1946-ban teljesítette.
- november 1. – Los Angelesben forgatják a Földrengés című filmet, melyben új hangeljárást mutatnak be: ez a "sensurround", az egyébként alig hallható, mély zörejeket teszi hallhatóvá, melyek rezgését az egész test érzékeli.

## Sikerfilmek
Észak-Amerika
1. A kicsi kocsi újra száguld – rendező Robert Stevenson
2. Fényes nyergek – rendező Mel Brooks, főszereplő Cleavon Little, Gene Wilder, Slim Pickens, Madeline Kahn és Harvey Korman
3. The Trial of Billy Jack – rendező Tom Laughlin
4. A nagy Gatsby – rendező Jack Clayton, főszereplő Robert Redford
5. Bosszúvágy – rendező Michael Winner

## Magyar filmek
- 141 perc a befejezetlen mondatból – rendező Fábri Zoltán
- A 74-es nyár emlékére – rendező Kovásznai György
- Autó – rendező Böszörményi Géza
- Álmodó ifjúság – rendező Rózsa János
- Ámokfutás – rendező Fazekas Lajos
- Bástyasétány hetvennégy – rendező Gazdag Gyula
- A dunai hajós – rendező Markos Miklós
- Egyszerű történet – rendező Elek Judit
- Holnap lesz fácán – rendező Sára Sándor
- Hószakadás – rendező Kósa Ferenc
- Idegen arcok – rendező Szörény Rezső
- Jelbeszéd – rendező Luttor Mara
- Jutalomutazás – rendező Dárday István
- Napraforgó – rendező Horváth Z. Gergely
- Örökzöld fehérben feketében – rendező Szász Péter
- Partira – rendező Erdély Miklós
- A Pendragon legenda – rendező Révész György
- Plutó és Puck, a csínytevők – rendező Homoki Nagy István
- Pókháló – rendező Mihályfi István
- Segesvár – rendező Lányi András
- Sisyphus – rendező Jankovics Marcell
- Szarvassá vált fiúk – rendező Gyöngyössy Imre
- A szerelem határai – rendező Szűcs János
- Szerelmem, Elektra – rendező Jancsó Miklós
- Szikrázó lányok – rendező Bacsó Péter
- Szilveszter – rendező Ragályi Elemér
- Tűzikovácsok – rendező Zsombolyai János
- Vállald önmagadat – rendező Mamcserov Frigyes
- Végül – rendező Maár Gyula

## Díjak, fesztiválok
Oscar-díj (április 2.)
- Film: A nagy balhé
- rendező: George Roy Hill – A nagy balhé
- Férfi főszereplő: Jack Lemmon – Mentsd meg a tigrist
- Női főszereplő: Glenda Jackson- Egy kis előkelőség
- Külföldi film: Amerikai éjszaka

1974-es cannes-i filmfesztivál
Velencei Nemzetközi Filmfesztivál
1969–1978 között nem osztottak ki díjakat.

## Születések
- január 5. – Daisy Bates, színésznő
- január 30. – Christian Bale, Oscar-díjas színész
- február 25. – Dobó Kata, színésznő
- március 24. – Alyson Hannigan, színésznő
- április 11. – Pálfi György filmrendező
- április 28. – Penélope Cruz, színésznő
- május 21. – Fairuza Balk, színésznő
- június 3. – Elek Ferenc, színész
- június 25. – Karisma Kapoor, színésznő
- július 30. – Emilia Fox, színésznő
- augusztus 15. – Natasha Henstridge, kanadai színésznő
- augusztus 23. – Ray Park, angol színész
- augusztus 24. – Jennifer Lien, amerikai színésznő
- szeptember 14. – Itaco Nardulli, olasz színész († 1991)
- szeptember 19. – Victoria Silvstedt, svéd színésznő
- október 28. – Joaquin Phoenix, amerikai színész
- november 4. – Rába Roland, színész
- november 11. – Leonardo DiCaprio, színész

## Halálozások
- január 31. – Samuel Goldwyn, filmproducer
- február 7. – Arline Judge, színésznő
- február 11. – Anna Q Nilsson, színésznő
- február 23. – Florence Rice, színésznő
- február 28. – Carole Lesley, színésznő
- március 5. – Billy De Wolfe, színésznő
- március 7. – Alberto Rabagliati, olasz énekes és színész
- március 19. – Edward Platt, színész
- április 2. – Douglass Dumbrille, színész
- április 10. – Patricia Collinge, színésznő
- április 24. – Bud Abbott, színész
- április 30. – Agnes Moorehead, színésznő
- május 25. – Donald Crisp, színész
- július 23. – Darvas Lili, színésznő
- augusztus 20. – Ilona Massey, színésznő
- szeptember 6. – Olga Baclanova, színésznő
- szeptember 18. – Edna Best, színésznő
- szeptember 21. – Walter Brennan, színész
- szeptember 21. – Jacqueline Susann, színésznő
- október 13. – Ed Sullivan, színész
- november 13. – Vittorio De Sica, olasz rendező
- november 14. – Johnny Mack Brown, színész
- december 15. – Anatole Litvak, rendező
- december 21. – Richard Long, színész
- december 26. – Jack Benny, színész

## Filmbemutatók
- Alvin Purple Rides Again – rendező David Bilcock és Robin Copping
- The Apprenticeship of Dudley Kravitz – rendező Ted Kotcheff
- Az aranypisztolyos férfi – rendező Guy Hamilton
- Barry Mckenzie Holds His Own – rendező Bruce Beresford
- Benji – rendező Joe Camp
- Black Christmas – rendező Bob Clark
- Bosszúvágy – rendező Michael Winner
- Börtönterror – rendező Jonathan Demme
- Dreams and Nightmares – rendező Larry Klingman
- Drága Molly – rendező Sidney Lumet
- Erkölcstelen mesék – rendező Walerian Borowczyk
- Az Ezeregyéjszaka virágai – rendező Pier Paolo Pasolini
- A félelem megeszi a lelket – rendező Rainer Werner Fassbinder
- Földrengés – rendező Mark Robson
- Godzilla vs. Mechagodzilla – rendező Jun Fukuda
- Gyilkosság az Orient Expresszen – rendező Sidney Lumet
- Hajrá, Fegyencváros! – rendező Robert Aldrich
- Hollywood, Hollywood – rendező Jack Haley Jr.
- Hozzátok el Alfredo Garcia fejét! – rendező Sam Peckinpah
- Az ifjú Frankenstein – rendező Mel Brooks – főszereplő Gene Wilder, Teri Garr és Madeline Kahn
- Jelenetek egy házasságból – rendező Ingmar Bergman
- A Keresztapa II. – rendező Francis Ford Coppola
- Kínai negyed – rendező Roman Polański
- Lángoló kereszt – rendező Terence Young
- Lacombe Lucien – rendező Louis Malle
- A lordok bandája – rendező Martin Davidson és Stephen Verona
- Magánbeszélgetés – rendező Francis Ford Coppola
- A négy muskétás, avagy a lepel lehull – rendező André Hunebelle
- A négy muskétás, avagy majd mi megmutatjuk, bíboros úr! – rendező André Hunebelle
- A négy testőr, avagy a Milady bosszúja – rendező Richard Lester
- Olaszok hihetetlen kalandjai Leningrádban – rendező Eldar Rjazanov
- Olcsó regény – rendező Mario Monicelli
- Párizs, a roncskocsik Mekkája – rendező Peter Weir
- Petersen – rendező Tim Burstall
- Pokoli torony – főszereplő Steve McQueen, Paul Newman, William Holden, Faye Dunaway és Fred Astaire
- Repülőtér '75 – rendező Jack Smight
- Son of Dracula – rendező Freddie Francis
- Sugarlandi hajtóvadászat – rendező Steven Spielberg
- Sweet Movie – rendező Dušan Makavejev
- A texasi láncfűrészes mészárlás – rendező Tobe Hooper
- Tolvajok, mint mi – rendező Robert Altman
- Az újoncok háborúba mennek – rendező Claude Zidi
- Villám és Fürgeláb – rendező Michael Cimino
- Where the Lilies Bloom – rendező William A. Graham
- Winnie the Pooh and Tigger, Too – rendező John Lounsbery
- Vörös kányafa – rendező Vaszilij Suksin
- A szabadság fantomja – rendező Luis Buñuel